# Бутано-кувейтские отношения
Бутано-кувейтские отношения — двусторонние дипломатические отношения между Кувейтом и Королевством Бутан.

## История
Отношения между странами были установлены 23 мая 1983 года. Кувейт стал третьей страной, с которой Бутан установил официальные дипломатические отношения. Кувейт так же является одной из трёх стран, которые имеют своё посольство в Тхимпху, столице Бутана. Бутан так же имеет посольство в городе Кувейт, что делает его одним из 9 посольств королевства, действующих за границей.